# Gouvernement local en Australie

Armoiries de l'Australie.

Le gouvernement local (Local government) est le troisième échelon administratif en Australie. Il administre une portion de territoire avec une certaine autonomie mais en restant sous l'autorité des États ou des territoires ainsi que du gouvernement fédéral. Le gouvernement local n'est pas mentionné dans la Constitution de l'Australie. En 1974 et en 1988, deux référendums ont été proposés pour modifier le texte de la Constitution concernant le gouvernement local et n'ont pas abouti. Tous les États et territoires d'Australie reconnaissent le gouvernement local dans leurs constitutions respectives. Les États et territoires australiens ne reconnaissent qu'un seul niveau de gouvernement local et ne font pas de distinctions entre comtés et villes contrairement au Canada ou aux États-Unis qui reconnaissent deux niveaux.
Le gouvernement local australien est généralement dirigé par un conseil (council). Le Bureau australien des statistiques désigne le territoire qu'il administre par le terme générique de « Zone d'administration locale » (Local Government Area ou LGA). Chaque zone peut englober plusieurs banlieues ou localités disposant souvent chacune de codes postaux différents. Toutefois, les dénominatifs variables utilisés, tels que « ville », « arrondissement » ou « comté » peuvent également faire référence à une origine géographique ou historique. Les membres du conseil d'administration sont généralement appelés « conseillers » (councillors), et le conseiller en chef est appelé « mayor ». En août 2016, on comptait 547 conseils de gouvernement locaux en Australie.
Bien qu'il n'y ait qu'un seul niveau de gouvernance locale en Australie, il existe un certain nombre de régions étendues et faiblement peuplées qui ne font partie d'aucune LGA officielle. L'administration de ces secteurs non constitués en collectivités est alors exercée par des organes directeurs spécifiques établis en dehors du cadre législatif local. C'est par exemple le cas des stations alpines de Victoria. Ces régions peuvent aussi être directement administrées par les gouvernements des États ou des Territoires, comme c'est le cas pour l'intégralité du Territoire de la capitale australienne. La zone administrative couverte par les conseils de gouvernement locaux en Australie peut varier de 1,5 km2 pour le comté de Peppermint Grove dans la métropole de Perth, jusqu'à 380 000 km2 pour la zone gouvernementale non organisée dans la région de Coober en Australie-Méridionale (une zone géographique plus vaste que l'Égypte ou le Pakistan).

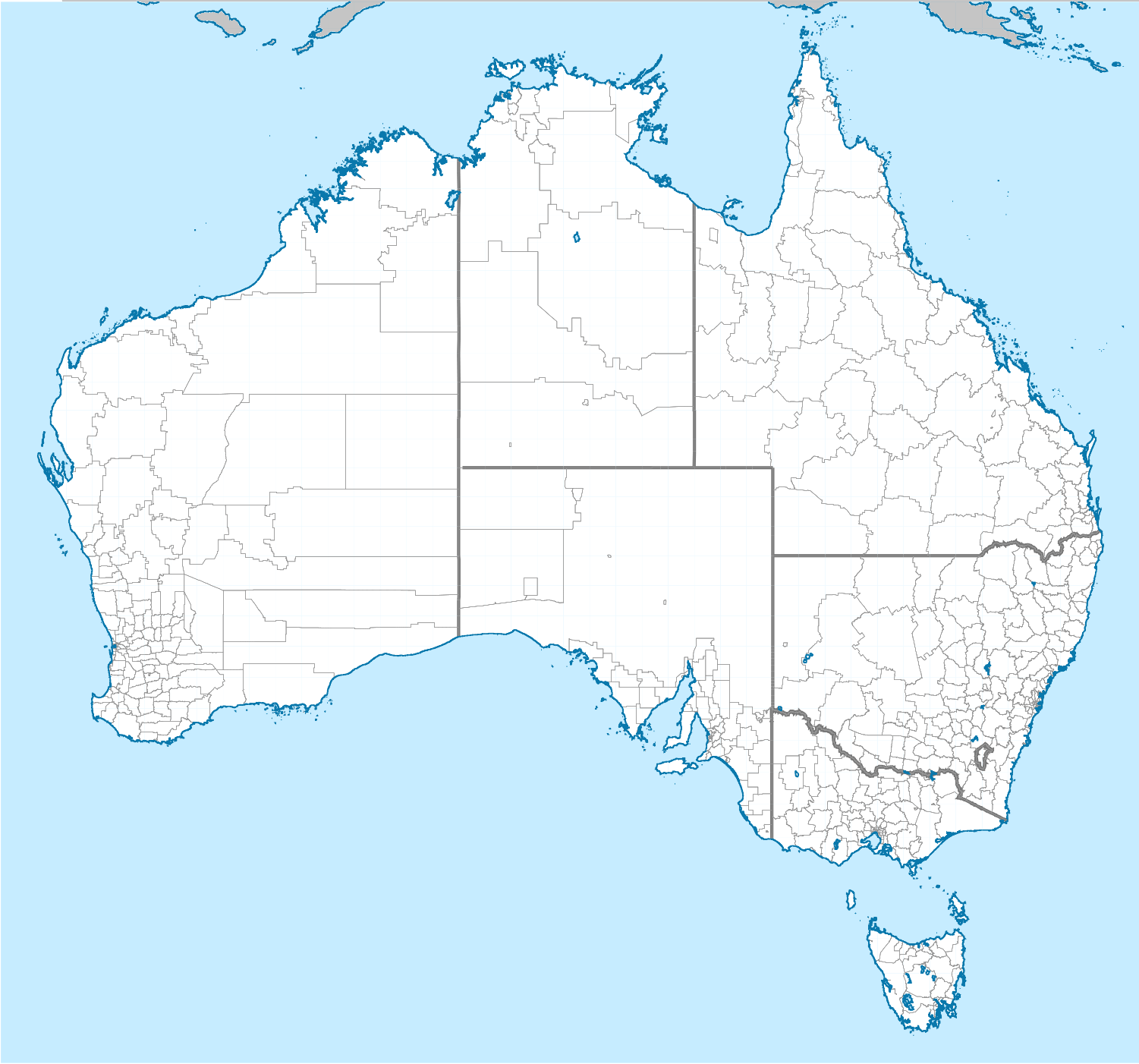
Zones d'administration locales en Australie.

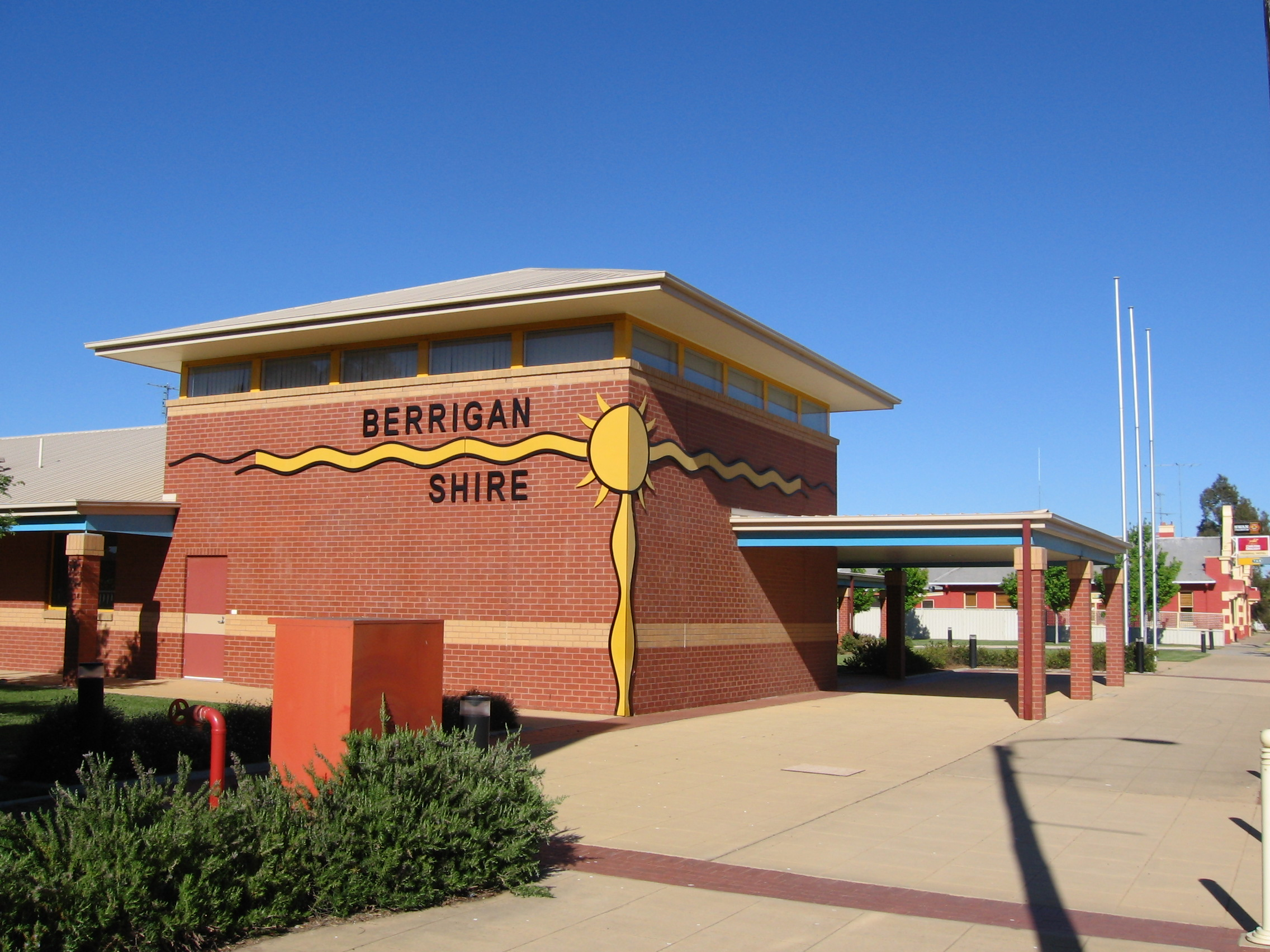
Siège du Berrigan Shire Council à Berrigan, Nouvelle-Galles du Sud.

## Types de gouvernement locaux

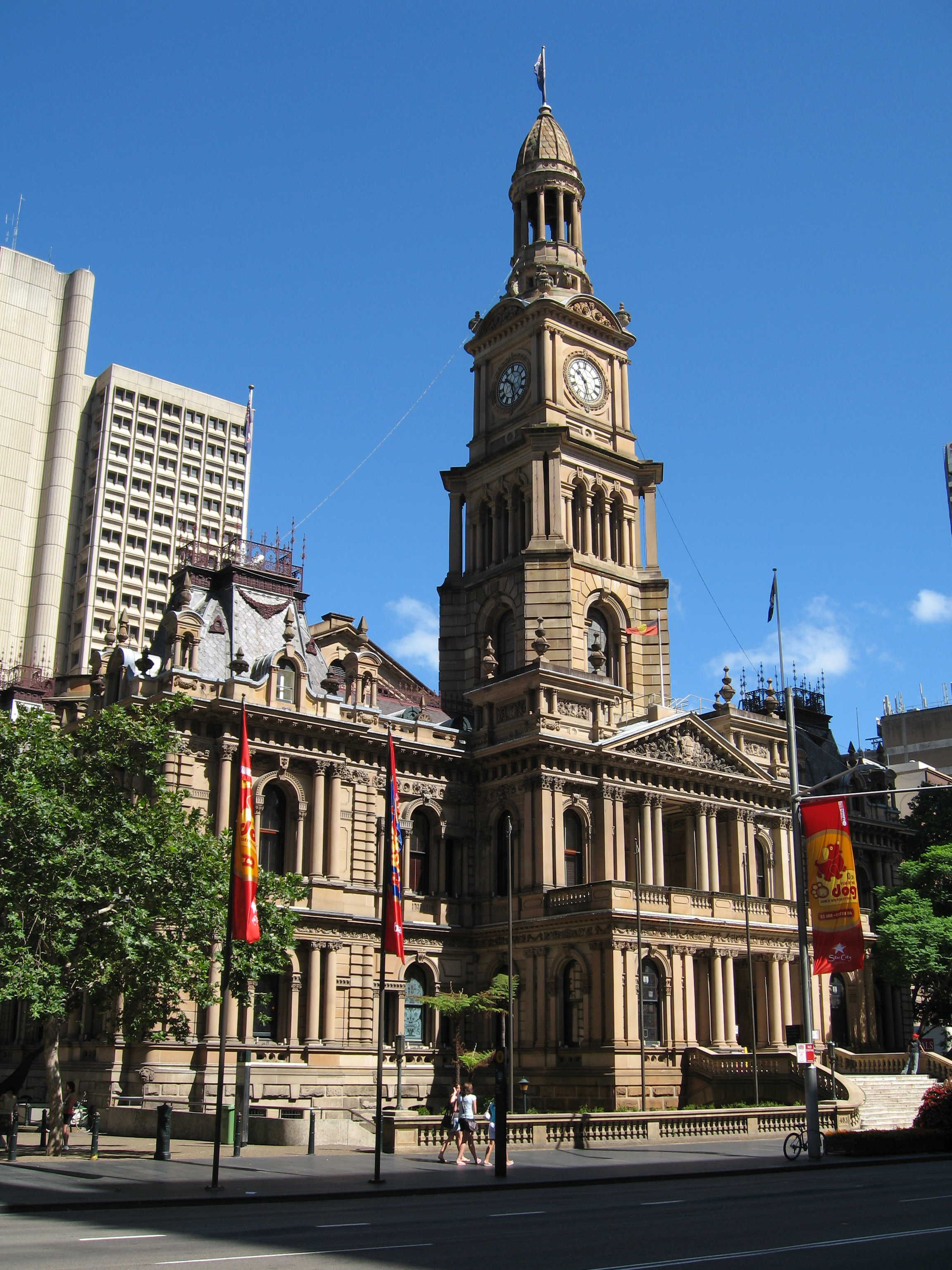
Siège du conseil de la ville de Sydney, une Zone d'administration locale à Sydney.

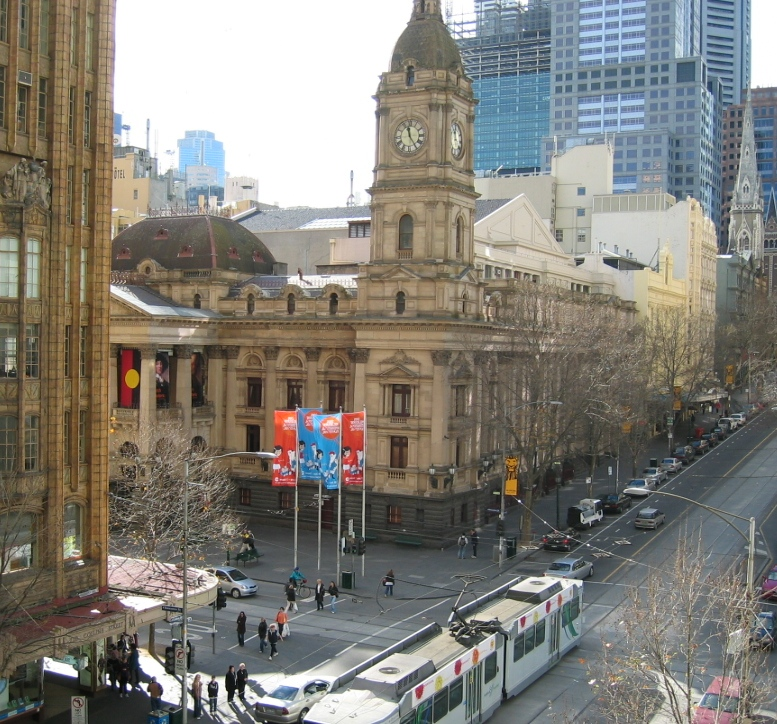
Le Melbourne Town Hall, bureaux du conseil de la ville de Melbourne.

Les gouvernements locaux sont des subdivisions de chacun des six États fédérés et du Territoire du Nord. Le Territoire de la capitale australienne (ACT) n'a pas de gouvernement local. Les fonctions municipales de la ville de Canberra et de sa région sont exercées directement par le gouvernement territorial alors que dans les autres états elles relèvent des gouvernements locaux. Toutefois, le Bureau australien des statistiques (ABS) considère l'ensemble de l'ACT comme un secteur non constitué en municipalité, même s'il s'agit, de fait, d'une entité administrative du même niveau que celui d'un État.
Bien que tous les gouvernements locaux australiens ont tous exactement les mêmes fonctions et les mêmes attributions juridiques, ils peuvent porter une grande variété de noms. Le Bureau Australien des Statistiques utilise le terme générique de « Zone d'administration locale » (LGA) pour désigner toutes les zones administratives de gouvernement local, quel que soit le titre qu'elles portent, tandis que les autorités locales utilisent plutôt le terme de « conseil ». En général, une LGA urbaine ou suburbaine est appelée « ville » (city). C'est le cas par exemple de la ville de Melbourne, la ville de Canada Bay ou la ville de Bunbury. Une LGA de banlieue lointaine ou rurale couvrant des zones agricoles ou naturelles est généralement appelée « comté » (shire), par exemple le comté de la péninsule de Mornington, le comté de Banana ou le comté du Lachlan.
Parfois, des désignations autres que « ville » ou « comté » sont utilisées pour les noms de LGA. On peut voir ainsi des appellations telles que town (bourg), borough (arrondissement), municipality (municipalité), district, region , community government (gouvernement communautaire), Aboriginal council/shire (Conseil ou comté aborigène) ou island (île).
Le mot « municipalité » est utilisé dans certains États avec des significations différentes : en Nouvelle-Galles du Sud, il est généralement utilisé pour les zones urbaines plus anciennes, et le terme est utilisé pour certaines villes rurales d'Australie-Méridionale. Les grandes villes et les petits centres métropolitains extra-urbains du Queensland et de l'Australie-Occidentale utilisent simplement le terme « city », tandis qu'au Victoria, ils sont désignés par « ville rurale ». Historiquement, le mot borough était courant pour les petites villes et les centres suburbains de Victoria, mais de nos jours, il n'en existe plus qu'un seul : le borough de Queenscliffe. La Nouvelle-Galles du Sud et le Queensland ont également introduit un nouveau terme « région » pour les LGA de l'arrière-pays profond qui ont été formées par la fusion de comtés plus petits et de villes rurales. En Nouvelle-Galles du Sud, où la loi sur le gouvernement local n'impose pas l'adoption d'une dénomination précise, certaines zones de gouvernement local sont officiellement connues sous le nom de « conseil ». C'est le cas du Conseil de Port Macquarie-Hastings, du Conseil de l'Inner West et du Conseil de la Fédération. Certaines zones rurales d'Australie-Méridionale portent le nom de « conseil de district », et toutes les LGA de Tasmanie auparavant nommées « municipalités » ont été renommées « conseil ».
Les conseils locaux exercent quasiment tous les mêmes fonctions administratives et ont tous les mêmes structures politiques, indépendamment du nom qu'ils portent (comté, arrondissement, bourg, ville). Ils ont généralement un conseil élu et un maire ou un président de comté chargé de présider les réunions du conseil. Dans certains conseils, le maire est une personnalité directement élue, mais dans la plupart des cas, le maire est élu par le bureau du conseil. Les pouvoirs des maires varient également selon les états ; par exemple, les maires du Queensland ont d'importantes fonctions exécutives, tandis que les maires de la Nouvelle-Galles du Sud ont juste des fonctions représentatives et ne peuvent qu’acter les décisions prises par le conseil.
La plupart des LGA des capitales d'État n'administrent que le cœur historique de la ville, le quartier des affaires et l'hypercentre. Une exception notable est celle de la ville de Brisbane qui a la LGA la plus peuplée du pays et qui administre une partie importante de la zone métropolitaine de Brisbane. Généralement, quand on indique la population d'une ville, on indique celle de la division statistique plutôt que celle de la zone de gouvernement local.

### Gouvernements locaux par types et par États
Le tableau suivant fournit une synthèse des Zones d'Administration Locale (LGA) par États ou territoires et par types en janvier 2017 :
| Types de zones d'administration locale | Z.A.L. de Nouvelle-Galles du Sud | Z.A.L de Victoria | Z.A.L. du Queensland | Z.A.L. d'Australie-Occidentale | Z.A.L. d'Australie-Méridionale | Z.A.L. de Tasmanie | Z.A.L. du Territoire du Nord | Gouvernement du territoire de la capitale Australienne , | Total |
| -------------------------------------- | -------------------------------- | ----------------- | -------------------- | ------------------------------ | ------------------------------ | ------------------ | ---------------------------- | -------------------------------------------------------- | ----- |
| Boroughs (arrondissements)             |                                  | 1                 |                      |                                |                                |                    |                              |                                                          | 1     |
| Villes                                 | 28                               | 33                | 7                    | 29                             | 21                             | 6                  | 2                            |                                                          | 126   |
| Conseils                               | 28                               |                   |                      |                                | 15                             |                    |                              |                                                          | 43    |
| Conseils de district                   |                                  |                   |                      |                                | 25                             |                    |                              |                                                          | 25    |
| Municipalités                          | 6                                |                   |                      |                                |                                | 23                 | 3                            |                                                          | 32    |
| Conseils régionaux                     | 8                                |                   |                      |                                | 4                              |                    | 9                            |                                                          | 21    |
| Villes rurales                         |                                  | 6                 |                      |                                | 1                              |                    |                              |                                                          | 7     |
| Comtés                                 | 58                               | 39                | 28                   | 104                            |                                |                    | 3                            |                                                          | 232   |
| Towns (Bourgs)                         |                                  |                   | 1                    | 8                              | 2                              |                    |                              |                                                          | 11    |
| Conseils aborigènes                    |                                  |                   |                      |                                |                                |                    |                              |                                                          | 5     |
| Comtés aborigènes                      |                                  |                   | 12                   |                                |                                |                    |                              |                                                          | 12    |
| Région                                 |                                  |                   | 30                   |                                |                                |                    |                              |                                                          | 30    |
| Sous Total                             | 128                              | 79                | 78                   | 141                            | 73                             | 29                 | 17                           |                                                          | 545   |
| Non constitué en collectivité          | 2                                | 10                |                      |                                | 1                              |                    | 5                            | 1                                                        | 19    |
| Total                                  | 130                              | 89                | 78                   | 141                            | 74                             | 29                 | 22                           | 1                                                        | 564   |

### Classification
La Classification Australienne des Gouvernements Locaux (ACLG) répertorie les administrations locales en fonction de la taille de leur population, de leur densité de population et de la proportion de population urbaine dans le conseil. Leur code à deux lettres est le suivant :
- RA – Rural Agricultural (Rural agricole) ;
- RS – Rural Significant (Fortement rural) ;
- RT – Rural Remote (Rural lointain) ;
- UC – Urban Capital (Urbain capitale) ;
- UD – Urban Developed (Urbain industrialisé) ;
- UF – Urban Fringe (Urbain périphérique) ;
- UR – Urban Regional (Urbain régional).

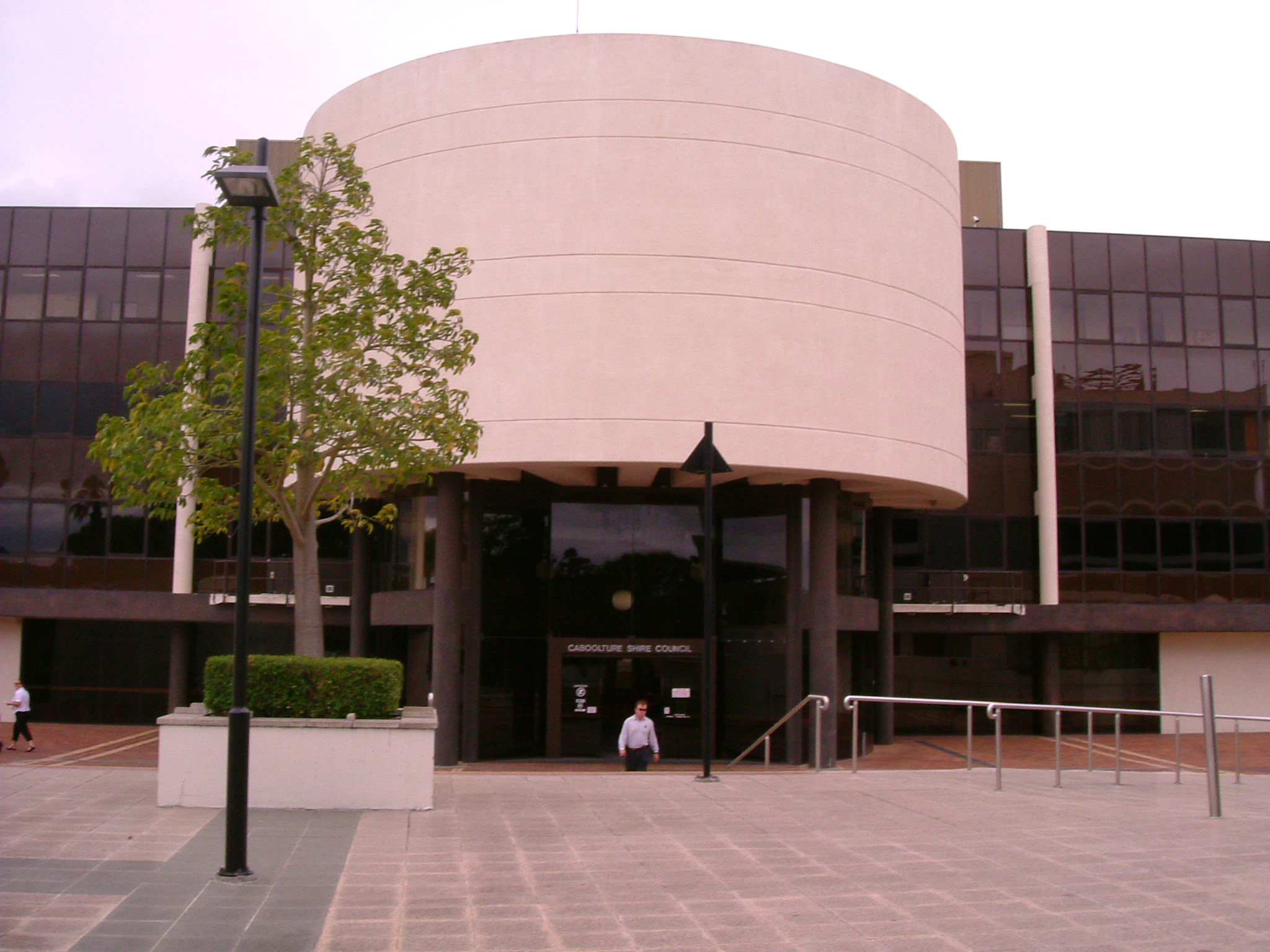
Bureaux du Conseil régional de Moreton Bay à Caboolture (Queensland).

Tous les gouvernements locaux ont en théorie à peu près les mêmes pouvoirs. Toutefois, les LGA qui englobent de grandes villes, comme Brisbane ou la Gold Coast par exemple, sont plus puissantes. En effet, elles disposent de plus grandes ressources du fait de leur population plus importante. En Australie, les services tels que la police, la protection contre les incendies et l'enseignement relèvent de la compétence des États ou des Territoires et non pas des conseils locaux comme pour les administrations locales de nombreux autres pays.
Durant la première moitié du XXe siècle, l'essentiel des attributions des Conseils concernait l'assainissement et la voirie (notamment la construction des ouvrages d'art). À partir des années 1970, leur rôle s'est concentré sur la construction des équipements collectifs (bibliothèques, parcs), l'entretien des routes locales, les permis de construire, l'urbanisme ainsi que la gestion de services locaux tels que la gestion des déchets. La petite enfance, le tourisme et la rénovation urbaine commencent également à faire partie des attributions des administrations locales. Toutes ces missions sont financées par la perception d'impôts fonciers locaux nommés « rates » et les subventions de l'état et des gouvernements du Commonwealth. Les Conseils sont parfois surnommés de façon moqueuse « Les trois R » car ils ont la réputation de ne s'intéresser qu'aux Taxes, aux Routes et aux Déchets (Rates, Roads and Rubbish).
Les attributions des gouvernements locaux australiens se sont récemment élargies car les deux niveaux supérieurs d'administration ont délégué certaines de leurs compétences. C'est notamment le cas pour les services de santé publique, les aéroports régionaux et le contrôle de la pollution ainsi que la sécurité et les transports publics. L'évolution des services a été décrite comme un déplacement des « services aux biens » vers les « services aux personnes ». Les attentes de la société australienne à l'égard des administrations locales se sont accrues au XXIe siècle, en partie en raison d'une implication plus large dans la prise des décisions et du besoin de transparence.
Ces dernières années, certains États ont attribué des pouvoirs supplémentaires aux LGA. Dans le Queensland et en Australie-Occidentale, les LGA ont maintenant la faculté d'établir une législation subsidiaire. Les Conseils peuvent également organiser leurs propres structures représentatives comme les Associations Locales de Conseils ou les Organisations Régionales de Conseils.
Les principes de la nouvelle gestion publique ont influencé la législation des États qui tend de plus en plus à accroitre les libertés et l'autonomie des administrations locales.

## Histoire
Le Gouvernement Local n'est pas mentionné dans la Constitution de l'Australie mais il est cité à plusieurs reprises dans la Constitution annotée de l'Australie,. Il apparait sous les termes de « Institutions municipales » et « gouvernement local » dans l'annotation 447, et « Pouvoir du Parlement d'une colonie » apparaît  dans « Pouvoirs législatifs résiduels » aux pages 935 et 936.
Le premier gouvernement local officiel en Australie a été le Perth Town Trust. Il a été créé en 1838, trois ans seulement après le début de la colonisation britannique. L'Adélaïde Corporation est apparue ensuite dans la province d'Australie-Méridionale en octobre 1840. Ce fut ensuite le tour de la ville de Melbourne et de la Sydney Corporation en 1842,. Ces premières formes de gouvernement ont fini par disparaitre. C'est dans les années 1860 et 1870 que les colonies parvinrent à établir des formes de gouvernement local stables et normalisées, essentiellement dans le but de réunir des fonds pour la construction des routes dans les régions rurales et périurbaines. Chronologiquement, les représentants des conseils ont œuvré avant ceux de la Fédération, pour autant, le gouvernement local n'a pas été considéré comme un objet devant figurer dans la constitution.
Dans les années 1970, le gouvernement du Premier ministre Gough Whitlam a permis aux gouvernements locaux australiens de recevoir des subventions pour des projets d'ordre général. Avant cette décision, seule la construction des routes pouvait être subventionnée .

### Les réformes
Les gouvernements des états ont effectué d'importantes réformes dans les années 1980 et 1990. Leur intention était d'appliquer les méthodes du secteur privé dans les administrations locales. Au cours des années 1990, les États on mené des enquêtes pour évaluer l'intérêt de fusionner certains conseils. Ainsi, au début des années 1990, l’État de Victoria a fait passer le nombre de ses conseils locaux de 210 à 78. L'Australie-Méridionale, la Tasmanie et le Queensland ont également procédé à la réduction du nombre de leurs gouvernements locaux mais l'Australie-Occidentale et la Nouvelle-Galles du Sud ont rejeté les fusions obligatoires. La Nouvelle-Galles du Sud a finalement forcé la fusion de certains Conseils. L'objectif principal de ces fusions était d'accroître le rendement et l'efficacité des Conseils, mais ces fusions forcées ont parfois été considérées comme une atteinte à la démocratie représentative.
Certaines études universitaires ont noté que ces fusions avaient permis d'élargir l'éventail des services proposés à la population mais que les économies de fonctionnement obtenues étaient inférieures à 10%. En revanche, les fusions de Conseils ont entraîné d'importantes suppressions d'emplois et une charge de travail plus importante pour le personnel restant.
L'accroissement du nombre d'Organisations Régionales de Conseils a également pesé dans la réforme des administrations locales d'Australie. En 1995, il y avait 50 ententes de ce type dans le pays et une étude de 2002 en dénombrait 55 ; la plus grande d'entre elles comptait 18 Conseils.

## Point de vue constitutionnel
Ce sont les États qui déterminent les compétences des administrations locales, ils ont la charge d'assurer leur financement et de les contrôler.
Le gouvernement local est cité dans le texte de la constitution australienne annotée. Il est également mentionné dans la constitution de chacun des six États.
La Constitution ne permet pas au gouvernement fédéral de financer directement les gouvernements locaux. Le référendum de 1974 avait pour but de modifier la Constitution afin d'autoriser le gouvernement fédéral à financer directement les gouvernements locaux, il a été rejeté.
Le référendum de 1988 a tenté de mentionner de façon claire dans la constitution fédérale l'existence du gouvernement local. Cette tentative a échoué. Un nouveau référendum a été proposé en 2013, mais a été annulé en raison du changement de la date des élections.
Le gouvernement fédéral intervient régulièrement dans la gestion des conseils locaux en accordant des subventions pour aider le financement de certains projets locaux.

### Contrôle des États ou des territoires
Les gouvernements locaux en Australie ont des pouvoirs législatifs très limités et n'ont aucun pouvoir judiciaire. Leur exécutif est soumis à la juridiction exclusive de l'État ou du territoire dont ils font partie. Les fonctions et les attributions des conseils locaux sont principalement centrées sur la gestion des services publics et de l'utilisation de l'espace public, elles sont semblables dans toute l'Australie, mais peuvent varier dans une certaine mesure selon les juridictions. Les ministères supervisent les activités des conseils locaux et peuvent intervenir dans leurs affaires en cas de besoin, dans le cadre autorisé par la loi.
Pour plus de précisions, voir les détails de chaque état dans la liste suivante :
- Zones d'administration locale d'Australie-Méridionale ;
- Zones d'administration locale d'Australie-Occidentale ;
- Zone d'administration locale de Nouvelle-Galles du Sud ;
- Zones d'administration locale du Queensland  ;
- Zones d'administration locale de Tasmanie ;
- Zones d'administration locale du Territoire du Nord ;
- Zone d'administration locale de Victoria.

Le Territoire de la capitale australienne n'est pas divisé en zones d'administration locales, il est considéré comme une seule zone de gouvernement local « non constituée en collectivité » lors du recensement.

## Zones non constituées en collectivités
Contrairement à de nombreux autres pays, l'Australie n'a qu'un seul échelon d'administration locale après celui des États ou des territoires. Hormis les zones très peu peuplées et quelques autres cas particuliers, la quasi-totalité du territoire australien fait partie d'une zone d'administration locale. Les zones non constituées en collectivités se trouvent généralement dans des endroits éloignés, et couvrent de vastes superficies avec de très faibles populations.

### Territoire de la capitale australienne
Le Territoire de la capitale australienne n'a pas de municipalités et est d'une certaine manière une zone non constituée en municipalité. Le gouvernement du Territoire a donc la charge des affaires gérées habituellement par un gouvernement local.
De nombreux districts de Canberra disposent d'organisations communautaires appelées « Conseils communautaires ». Malgré leur nom, et bien qu'ils reçoivent des financements du gouvernement, ils n'en font pas partie. Ils n'ont pas de pouvoir législatif ou exécutif et n'ont qu'un rôle de conseil. En fait, ce ne sont que des associations d'habitants.

### Nouvelle-Galles du Sud
La Nouvelle-Galles du Sud compte deux zones non constituées en collectivités :
- la région non constituée de l’Extrême Ouest (Unincorporated Far West Region) couvre le tiers ouest de l'État (hormis la ville de Broken Hill), elle est peu peuplée. Les fonctions relevant d'un gouvernement local sont assurées directement par le gouvernement de l'État et ses agences ;
- l'île Lord Howe.

### Territoire du Nord
Dans le Territoire du Nord, 1,45 % de la superficie totale et 4,0 % de la population se trouvent dans des zones non constituées en collectivité, en particulier les régions de l'extrémité supérieure (Top End Region) régies par le Northern Territory Rates Act Area :  Finniss-Mary (la plus grande), Nhulunbuy, Alyangula (sur l'île de Groote Eylandt) dans la région nord et Yulara dans la région sud.

### Australie Méridionale

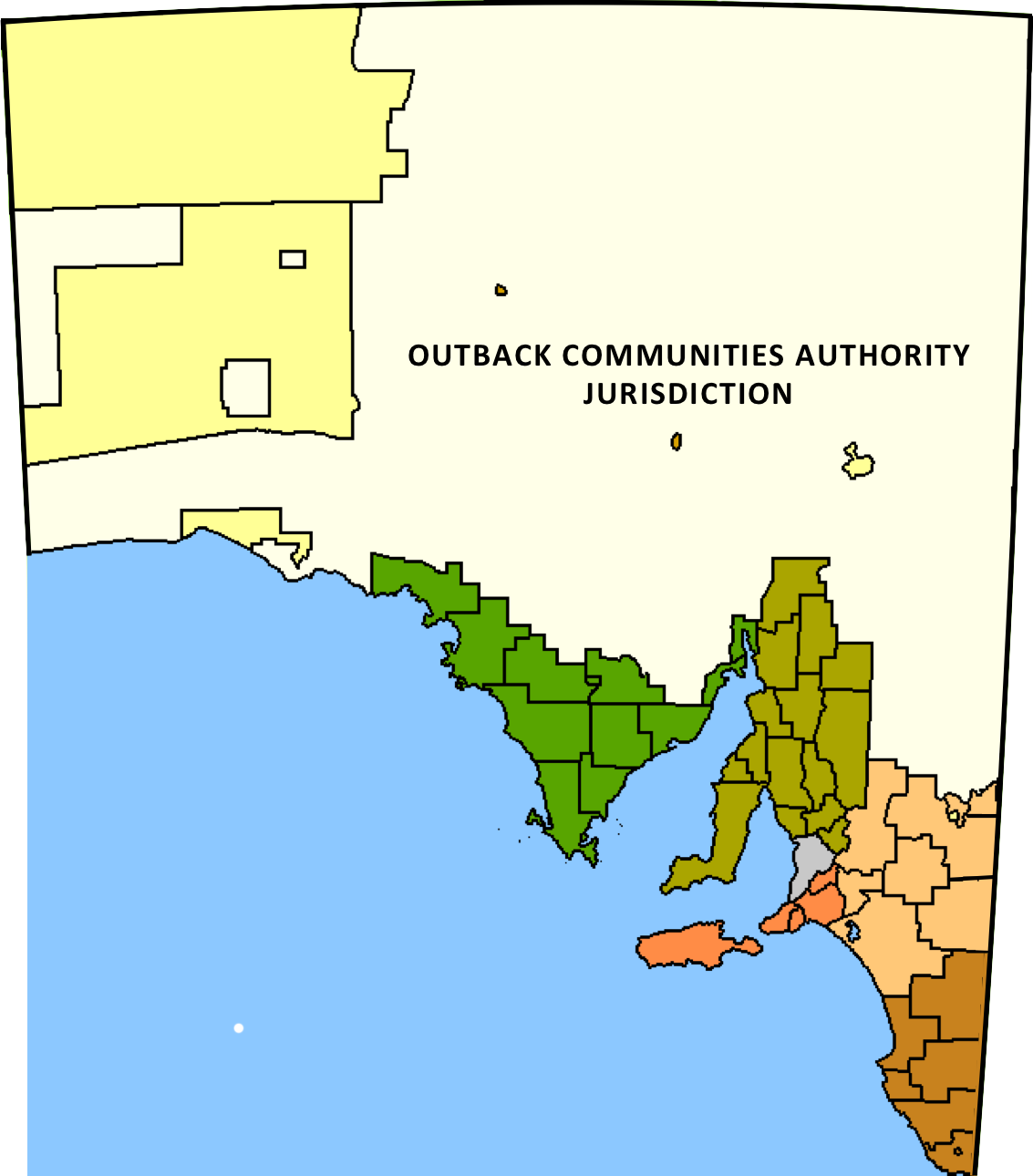

En Australie-Méridionale, 60 % du territoire n'est pas constitué en collectivités. Ces terres situées dans l'arrière-pays reçoivent les services de base d'une agence de l'État : l'Autorité des Communautés de l'Outbac (Outback Communities Authority).

### Victoria
Le Victoria compte 10 zones non constituées en collectivités. Ce sont soit des stations de ski, soit des petites îles :
- Station alpine de Falls Creek ;
- French Island et Sandstone Island (en)[19] ;
- Île Élisabeth ;
- Île Gabo ;
- Île de Lady Julia Percy ;
- Station alpine de Lake Mountain ;
- Station alpine du mont Baw Baw ;
- Station alpine du mont Buller ;
- Station alpine du mont Hotham ;
- Station alpine du mont Stirling.

### Australie-Occidentale
L'Australie-Occidentale compte trois zones non constituées en collectivité :
- les îles Abrolhos qui, officiellement, sont inhabitées et contrôlées par le ministère de la pêche d'Australie-Occidentale ;
- les Réserves naturelles de classe A situées dans la région métropolitaine de Perth ou à proximité, comme Kings Park (Autorité des jardins botaniques et des parcs).